# Stéphane Caillat
Pour les articles homonymes, voir Caillat.
Stéphane Caillat, né à Irigny le 24 janvier 1928 et mort le 11 septembre 2020 à Fontenay-lès-Briis, est un chef de chœur, chef d'orchestre, directeur d'ensemble musical, compositeur et producteur d'émissions radiophoniques français.

## Biographie
Stéphane Fleury Caillat naît à Irigny, près de Lyon, le 24 janvier 1928,.
Il étudie la musique à Lyon puis à partir de 1950 à Paris, où il étudie l'harmonie, le contrepoint, l'orgue et la direction d'orchestre. En 1954, il fonde l'ensemble vocal Stéphane Caillat, qui se produit comme ensemble choral ou ensemble vocal réduit,,.
De 1949 à 1961, Stéphane Caillat est professeur d'éducation musicale, avant d'être nommé conseiller technique et pédagogique pour le chant choral au ministère de la Jeunesse et des Sports. Il est aussi chef du Quatuor vocal Stéphane Caillat entre 1965 et 1973.
En 1979, il fonde le Centre d'études polyphoniques et chorales de Paris Île-de-France, qu'il dirige pendant dix ans. À cette époque, il est également directeur de l'ensemble Per cantar e sonar (à partir de 1977), et directeur artistique du Festival d'art sacré de la Ville de Paris, poste qu'il occupe de 1979 à 1993,,. 
Au cours des années 1980, Stéphane Caillat est par ailleurs producteur d'émissions radiophoniques pour France Musique. Avec ses nombreux enregistrements, il contribue grandement à la redécouverte du répertoire baroque en France et obtient six fois le « Grand Prix du disque » de l'Académie Charles Cros.
Il est le créateur d'œuvres de Renaud Gagneux (Ave Verum Corpus, 1993), Allain Gaussin (Source 4, 1974 ; Vent solaire, 1976), Maurice Ohana (Autodafé, 1971 ; Dies soli, dédicataire, 1983), Guy Reibel (Carnaval, 1969 ; Rabelais en liesse, 1974), notamment.
Stéphane Caillat meurt à Fontenay-lès-Briis, en région parisienne, le 11 septembre 2020,.

## Œuvres
Comme compositeur, Stéphane Caillat est notamment l'auteur de, :
- Illuminations, pour chœur (1973)
- Cantique (1974)
- Qui ? Quoi ? Comment ? (1975)
- Ma vie avec la vague (1980)

## Discographie
Parmi 58 enregistrements, on peut citer notamment :
- Chansons d'amour de Clément Janequin (Decca 1956, Grand Prix du disque).
- Le Requiem de Duruflé, Chorales Philippe Caillard et Stéphane Caillat, Orchestre de l'Association des Concerts Lamoureux, dir Maurice Duruflé - LP Erato (1958) report CD. Grand Prix du disque.
- Marc-Antoine Charpentier, Dialogus inter angelos et pastores Judeæ in nativitatem Domini H 420, In nativitatem Domini canticum H 314, Edith Selig, Jocelyne Chamonin, André Meurant, Jean Malray, Jacques Mars, Marie-Claire Alain, orgue, Ensemble vocal Stéphane Caillat, Orchestre Jean-François Paillard, dir. Louis Frémaux. LP Erato 1961-62.
- André Campra, Messe de Requiem, Chorales Philippe Caillard et Stéphane Caillat, Orchestre Jean-François Paillard, direction Louis Frémaux, Grand Prix National du disque de l'Académie du disque français, Erato.